# Монин, Андрей Сергеевич
Андрей Сергеевич Монин (2 июля 1921 года, Москва — 22 сентября 2007 года, там же) — советский и российский геофизик, океанолог, математик, специалист в области гидродинамики. Академик Российской академии наук (2000, член-корреспондент АН СССР с 1972). Директор Института океанологии АН СССР (1965—1987).

## Биография
Родился в семье Сергея Александровича Монина, позднее доцента Московского педагогического института.
В 1938 году поступил и в 1943 году окончил механико-математический факультет Московского университета. Принял активное участие в важных работах на кафедре теории вероятностей по созданию в 1942 году таблиц бомбометания с малых высот при малых скоростях самолётов совместно с Б. В. Гнеденко .
Участник Великой Отечественной войны. После призыва в Красную Армию был направлен на курсы военных синоптиков при Высшем гидрометинституте Красной Армии. Командир отделения фронтовой метеостанции, младший лейтенант, служил в частях 3-го Прибалтийского фронта, прошёл от Пскова до Риги.
В мае 1945 года был откомандирован в Центральный институт прогнозов Красной Армии, в январе 1946 года демобилизован, перешёл на работу в Центральный институт прогнозов, научный сотрудник.
В 1946 году поступил в аспирантуру НИИ математики МГУ к научному руководителю А. Н. Колмогорову.
В 1949 году защитил кандидатскую диссертацию по теории атмосферной турбулентности. В 1951 году перешёл в Геофизический институт АН СССР, в Отдел физики атмосферы, который в 1955 году был преобразован в Институт физики атмосферы, старший научный сотрудник, заведующий отделом, научный консультант.
В 1956 году защитил диссертацию на соискание учёной степени доктора физико-математических наук по теории турбулентной диффузии, профессор (1963). Член-корреспондент Академии наук СССР (1972) по отделению океанологии, физики атмосферы и географии (океанология).
С 1965 года в Институте океанологии АН СССР и РАН, директор Института (1965—1987), с 1987 года — заведующий лабораторией синоптических процессов.
В 2000 году избран академиком Российской академии наук.
А. С. Монин умер 22 сентября 2007 года. Похоронен на Троекуровском кладбище в Москве.

## Интересные факты
В 1958 году написал и направил в секретариат ЦК КПСС письмо-записку, в котором резко раскритиковал предстоящие выборы членов Академии наук СССР по Отделению физико-математических наук, выразил негативное и весьма субъективное мнение о ряде коллег-учёных и призвал ЦК КПСС решительно вмешаться в ход подготовки к выборам в АН СССР.
В 1992 году подписал «Предупреждение человечеству».

## Научный вклад
Область научных интересов — геофизическая гидродинамика. Автор фундаментальных работ по прогнозу погоды, теории климата, численному моделированию атмосферы и океана, проблемам гидродинамики океана (турбулентность, микроструктура, поверхностные и внутренние волны, синоптические вихри, меандры, ринги, общая циркуляция океана), теории эволюции недр Земли. Организатор работ по экспериментальному исследованию океана. Также организовал в СССР работы по численному моделированию атмосферы Земли и Венеры.
Создал научную школу по геофизической гидродинамике.

## Членство в научных организациях
Иностранный член Национальной академии наук США (1976), иностранный почетный член Американской академии искусств и наук (1973), почетный доктор Гётеборгского университета.

## Награды
- Орден Трудового Красного Знамени (1975, 1981[9]),
- Орден Октябрьской Революции (1971),
- Орден Отечественной войны II степени (1985),
- Орден Дружбы (1999)[10]
- двенадцать медалей, в том числе «За боевые заслуги», «За оборону Москвы».
- Государственная премия СССР в области науки (1980)
- Премия имени А. А. Фридмана РАН (1993)
- Премия им. Ю. М. Шокальского (1986)

## Основные работы
Автор 45 книг и более 500 научных статей.
- Статистическая гидромеханика, ч. 1—2, М., 1965—1967 (совм. с А. М. Ягломом; 2-е изд. СПб., 1992—1996) — в 1971—1975 гг. дополнена и переведена на английский и в 2007 переиздана, в 1970-x гг. опубликована на японском языке.
- Монин А. С. Прогноз погоды как задача физики. — М.: Наука, Главная редакция физико-математической литературы, 1969. — 184 с. — 4200 экз.
- Монин А. С. Вращение Земли и климат. — Л.: Гидрометеоиздат, 1972. — 112 с.
- Монин А. С., Каменкович В. М., Корт В. Г. Изменчивость Мирового океана. — Л.: Гидрометеоиздат, 1974. — 264 с.
- Монин А. С. История Земли / Отв. ред. С. С. Зилитинкевич. — Л.: Гидрометеоиздат, 1977. — 228 с. — 10 000 экз.
- Монин А. С., Шишков Ю. А. История климата. — Л.: Гидрометеоиздат, 1979. — 408 с. — 8800 экз.
- Монин А. С., Озмидов Р. В. Океаническая турбулентность. — Л.: Гидрометеоиздат, 1981. — 320 с.
- Монин А. С. Введение в теорию климата. — Л.: Гидрометеоиздат, 1982. — 248 с.
- Каменкович В. М., Кошляков М. Н., Монин А. С. Синоптические вихри в океане. — Л.: Гидрометеоиздат, 1982. — 264 с.
- Монин А. С., Сорохтин О. Г. Перспективы развития современной геологии: Геологическая теория и полезные ископаемые. — М.: Знание, 1983. — 48 с. — (Науки о Земле. 1983. № 12: Новое в жизни, науке и технике).
- Монин А. С., Красицкий В. П. Явления на поверхности океана. — Л.: Гидрометеоиздат, 1985. — 376 с.
- Теоретические основы геофизической гидродинамики. М., 1988;
- Монин А. С., Гордеев В. В. Амазония / Отв. ред. С. М. Кашин; АН СССР, Ин-т океанологии им. П. П. Ширшова. — М.: Наука, 1988. — 216 с. — ISBN 5-02-003331-6.
- Монин А. С., Полубаринова-Кочина П. Я., Хлебников В. И. Космология. Гидродинамика. Турбулентность: А. А. Фридман и развитие его научного наследия. — М.: Наука, Гл. ред. физ.-мат. лит., 1989. — 328 с. — ISBN 5-02-014204-2.
- Пределы предсказуемости (в соавторстве Питербарг Л. И., Иваницкий Г. Р., Малинецкий Г. Г., Лисичкин В. А., Садовский М. А., Писаренко В. Ф., Кравцов Ю. А., Лихтман А. Дж., Гумилев Л. Н., Ермолаев В. Ю.). М., 1997.
- Десять открытий в физике океана. М., 2008 (совм. с Н. Н. Корчагиным).